# Muurschildering Anton de Kom
De Muurschildering Anton de Kom is een kunstwerk in Amsterdam-Zuidoost.
Deze muurschildering werd gemaakt in de nazomer van 2020 door kunstenares Hedy Tjin. Deze mural maakt deel uit van een serie die de Canon van Nederland weergeeft. Er zijn er in december 2020 vier, namelijk: Vincent van Gogh in Nijmegen, Aletta Jacobs in Groningen, De Hanze in Deventer en dus Anton de Kom in Amsterdam. In andere zin is het tevens een vervolg op muurschilderingen die ze maakte van bijvoorbeeld George Floyd en Kerwin Duinmeijer.
De kunstenares, die in Utrecht afstudeerde, kwam drie dagen naar Amsterdam om de muurschildering te op te zetten aan de brugpijlers van de Anton de Kombrug. Deze brug fungeert als een overkapping van het voetgangersgebied en de markt aan het Anton de Komplein.
De muurschildering is een drieluik verdeeld over drie pijlers. De linker pijler bevat de tekst Leer en respecteer, een tekst geïnspireerd op De Kom, die de kunstenares meegeeft aan passanten. Op de middelste pilaar staat Anton de Kom in net pak met hoed; Tjin wilde hem hiermee neerzetten als wijs en gesoigneerd man. Het rechterpaneel verwijst naar verdere informatie met internetadres en een QR-code en laat ook een schrijvende hand zien. De muurschildering was eigenlijk niet voor Amsterdam bedoeld, maar dat bleek uiteindelijk wel de beste plek.
Aan rapper en influencer Bokoesam volgde “de opdracht” de nalatenschap van De Kom verder onder de aandacht te brengen.
Niet veel later (december 2020) werd een muurportret van Anton de Kom bij The Black Archives door vandalen vernield.

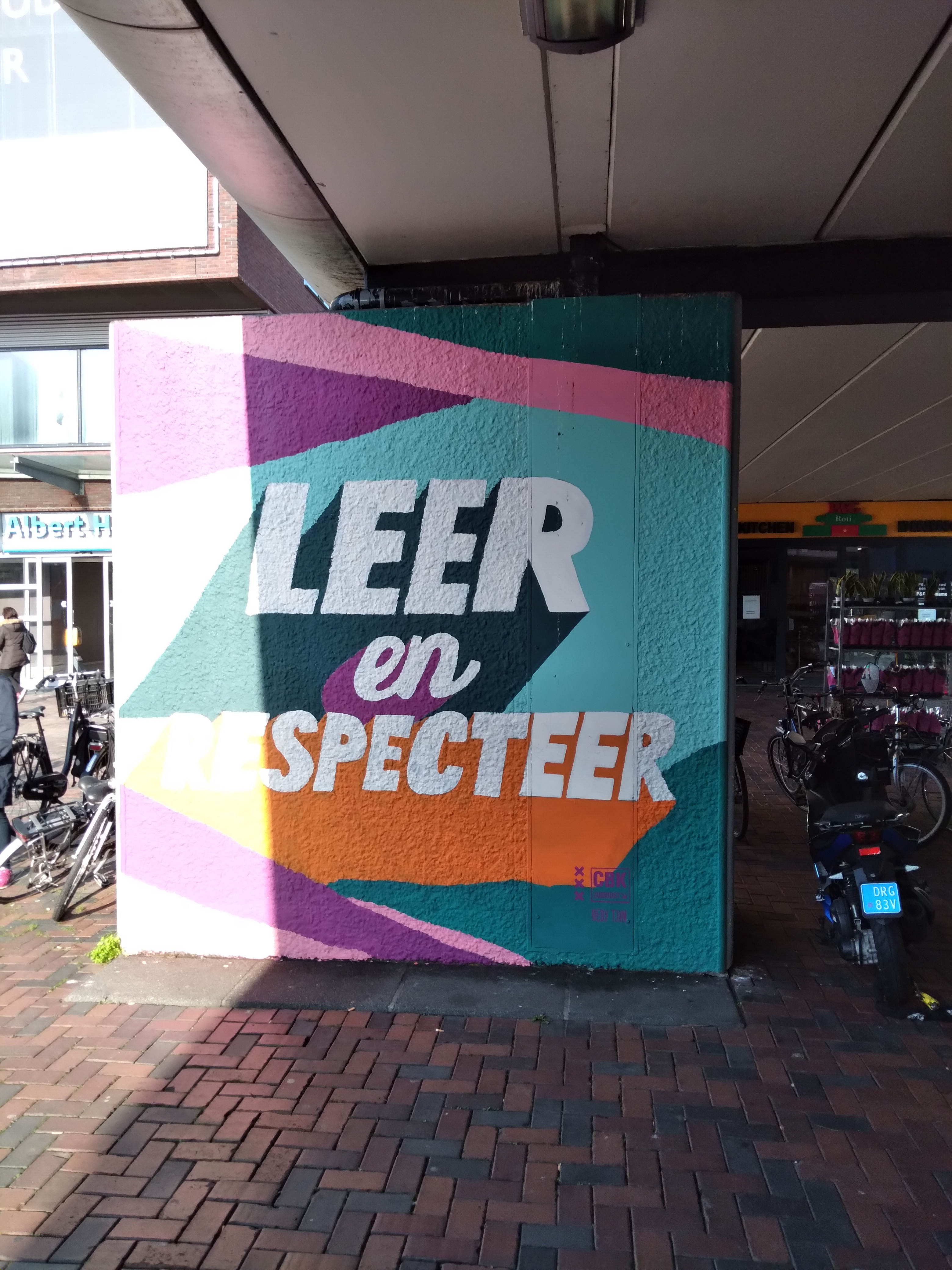
Linkerpaneel (oktober 2020)